# Mario Andretti
Mario Gabriele Andretti (Montona, 28 febbraio 1940) è un ex pilota automobilistico italiano naturalizzato statunitense, campione del mondo di Formula 1 nel 1978 con il Team Lotus, categoria nella quale ha vinto 12 Gran Premi in 14 anni di attività, dal 1968 al 1982. Nelle categoria statunitensi a ruote scoperte si è aggiudicato tre campionati USAC (1965, 1966, 1969), un campionato CART (1984) e la 500 Miglia di Indianapolis (1969). Inoltre ha partecipato alla categoria NASCAR nella quale ha vinto la Daytona 500 (1967), e nel Campionato internazionale sportprototipi ha vinto tre volte la 12 Ore di Sebring (1967, 1970, 1972).

## Biografia
Nato nel 1940 a Montona nell'allora provincia di Pola, all'epoca italiana, da Alvise Luigi Andretti (1909-1999) e Rina Benvegnu (1913-2003), lasciò l'Istria nel dopoguerra quando la famiglia, dopo l'assegnazione della regione alla Jugoslavia, fu dislocata in un campo profughi di Lucca.
All'anagrafe trascrissero erroneamente il suo secondo nome mettendo due elle a Gabriele. Prima di lasciare l'Italia svolse il lavoro di aiutante meccanico in una officina di Lucca. Appassionato di automobilismo assistette alle prime gare all'età di tredici anni e fu spettatore della Mille Miglia.
Nel 1955 ottenne, insieme alla sua famiglia, il visto di ingresso per gli Stati Uniti stabilendosi a Nazareth, in Pennsylvania, e nel 1964 divenne cittadino statunitense.

## Carriera

### Gli esordi
Mario e suo fratello gemello Aldo cominciano a correre nel 1958 in gare locali di "dirt track" alternandosi alla guida di una vettura turismo da loro elaborata, ottenendo subito risultati ottimi e, dopo un incidente quasi fatale occorso al fratello alla fine della loro stagione di debutto, Mario passa alle "sprint cars" e poi alle "midget" (categorie che gareggiano su corti ovali sterrati) e poi nel 1963 di nuovo alle "sprint cars" nelle gare organizzate dall'USAC. Sotto le insegne di quest'ente organizzatore, gestore dell'USAC National Championship - categoria di punta delle monoposto americane che, nata dall'AAA e decaduta nella prima fase di vita della CART (1979-1995), si rivitalizzò riproponendosi sotto mutata nomenclatura, IRL (Indy Racing League) nel 1996 - comincia a crearsi una solida reputazione.
In queste gare per monoposto (disputate su vari ovali e su qualche tracciato stradale) ottenne la prima vittoria nel 1965, conquistando quell'anno anche il titolo e riconfermandosi nel 1966. Come molti piloti attivi negli stessi anni si cimenta contemporaneamente in diverse categorie: alla fine del 1965 debutta con le vetture sport, con cui disputerà per lunghi anni gare selezionate del campionato CanAm e del Mondiale Marche, conquistando per ben tre volte la 12 Ore di Sebring (assoluta nel 1967 e nel 1970, vittoria di classe nel 1969) e salendo più di una volta sul podio della 24 Ore di Le Mans, cui partecipa per la prima volta nel 1966 al volante di una Ford GT40, mentre nel 1967 partecipa al campionato NASCAR, vincendo poi in questa categoria la 500 miglia di Daytona.

### Gli anni in Formula 1

Andretti su Parnelli-Ford al Gran Premio d'Argentina 1975

L'anno seguente fece il suo esordio in Formula 1 con la Lotus. Iscritto, non partecipò al Gran Premio d'Italia, conquistò la pole position nella sua prima apparizione al Gran Premio degli Stati Uniti. Anche nel 1969 corse con la Lotus, per tre Gran Premi, senza riuscire mai a vedere la bandiera a scacchi. Nella stessa stagione affrontò anche il campionato USAC, che vinse, aggiudicandosi anche la 500 Miglia di Indianapolis.
Nel 1970 passò alla March con cui corse 5 Gran Premi e conquistò il suo primo podio (terzo) nel Gran Premio di Spagna. La Ferrari lo ingaggiò per la stagione 1971. Andretti ottenne subito la vittoria nel Gran Premio d'apertura in Sudafrica, condita con il giro più veloce. Anche nella stagione successiva il pilota italoamericano corse per il cavallino alcuni gran premi di Formula 1, ottenendo in aggiunta 4 vittorie in gare riservate per vetture sport.

Andretti vincitore del Gran Premio d'Italia 1977

Dopo un anno di assenza dalla Formula 1 durante il quale corse assiduamente in America, Andretti vi tornò nel 1974 con una scuderia statunitense, la Parnelli. Con questa scuderia nel 1975 conquistò punti in Svezia (quarto) e Francia (quinto), nonché il giro più veloce in Spagna.
Dopo un gran premio con la Lotus (Brasile) e due con la Parnelli (Sudafrica, in cui conclude sesto, e Stati Uniti-Ovest), Andretti nel 1976 concluse la stagione con la scuderia di Colin Chapman. Ottenne una vittoria nell'ultima gara (Gran Premio del Giappone), interrompendo un digiuno per la casa inglese che durava da 31 gare; una pole position (sempre in Giappone) e due podi (Gran Premio del Canada e Gran Premio d'Olanda).
Nel 1977 la Lotus lanciò il modello 78, la prima vettura da Gran Premio che sfruttava l'effetto suolo. Andretti conquistò 4 vittorie, 7 pole, 4 giri veloci e chiuse terzo nel campionato mondiale.
Con il modello 79 la Lotus diventò imbattibile l'anno seguente, che incoronò Andretti campione del mondo. Le 6 vittorie, i 3 giri più veloci e le 8 pole position dimostrano la superiorità del pilota italoamericano (agevolata anche dagli ordini di scuderia che imposero al suo compagno Ronnie Peterson di non attaccarlo) e della Lotus. La vittoria fu amara in quanto coincise con il Gran Premio d'Italia a seguito del quale proprio il compagno Peterson morì per i postumi di un incidente al via della gara. 

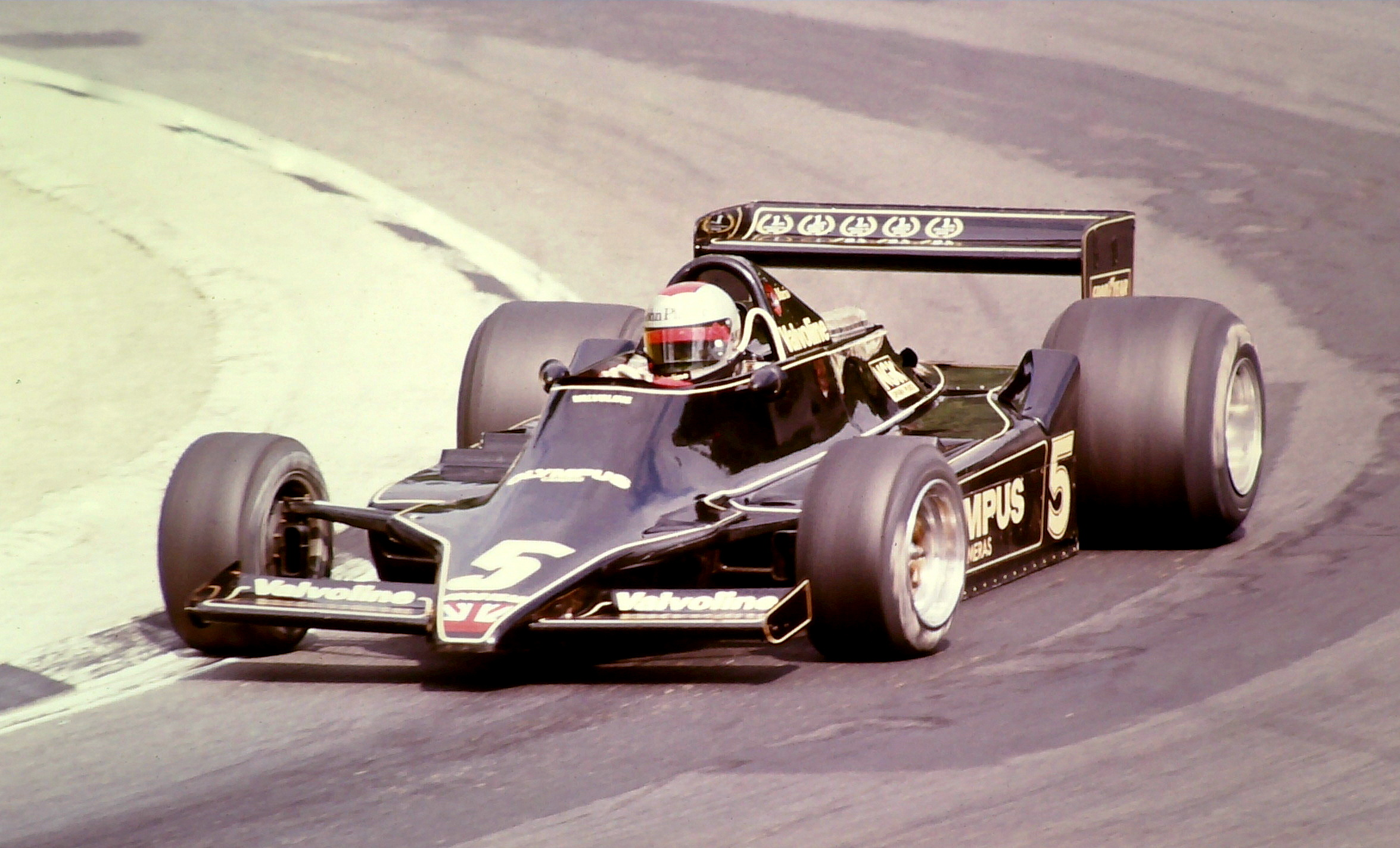
Andretti al Gran Premio di Gran Bretagna 1978

Le due rimanenti stagioni con la Lotus furono deludenti. Nel 1979 Andretti lottò per il titolo solo nelle prime gare, conquistando l'unico podio in Spagna.
Nel 1980 addirittura conquistò un solo punto all'ultima gara (Gran Premio degli Stati Uniti-Est).
Passò all'Alfa Romeo l'anno seguente, conquistando un quarto posto nella gara d'esordio (Gran Premio degli Stati Uniti-Ovest).
Chiuse la sua carriera in Formula 1 nel 1982, correndo un Gran Premio per la Williams a Long Beach e gli ultimi due per la Ferrari, orfana di Didier Pironi, che comandava la classifica piloti, ma si era infortunato gravemente, fratturandosi entrambe le gambe, durante le prove del Gran Premio di Germania. Il ritorno fu positivo, anche perché la Ferrari era molto competitiva e proprio Pironi fino a quel momento era in testa alla classifica piloti. Andretti conquistò la pole position a Monza, chiudendo terzo e contribuendo alla vittoria del titolo costruttori della scuderia italiana. Chiuse la sua carriera in Formula 1 a Las Vegas con un ritiro.

Andretti al Gran Premio d'Italia 1982

In occasione del Gran Premio degli Stati Uniti-Est 1984, fu aggiunto dalla scuderia Renault come riserva, in qualità di potenziale sostituto di Patrick Tambay, il quale si era infortunato a seguito di un incidente a Monaco.
In carriera nella Formula 1 ha vinto in tutto 12 Gran Premi validi per il campionato del mondo, ha conquistato 180 punti e ha condotto in testa per 799 giri (3.577 km).

### Dopo la Formula 1
Abbandonata la Formula 1, continuò per molti anni nelle altre due massime serie a ruote scoperte, contando che il titolo USAC pur sempre continuava ad essere assegnato fino al 1995, computando la sola gara della 500 Miglia di Indianapolis. Vinse con la scuderia Newman-Haas il titolo CART nel 1984. Dal 1983 al 1994 corse esclusivamente con la scuderia fondata dall'attore Paul Newman e da Carl Haas (che sarà coinvolto nel 1985 nel progetto 'Lola Beatrice' F1). Annuncia il suo ritiro dalle corse in monoposto alla fine del 1994, a 54 anni, dichiarando però la sua intenzione di correre ancora alla 24 Ore di Le Mans, cosa che farà in alcuni degli anni successivi, fino al 2000, sua ultima partecipazione. Nella stessa stagione disputa anche una gara al volante di una Porsche GT.

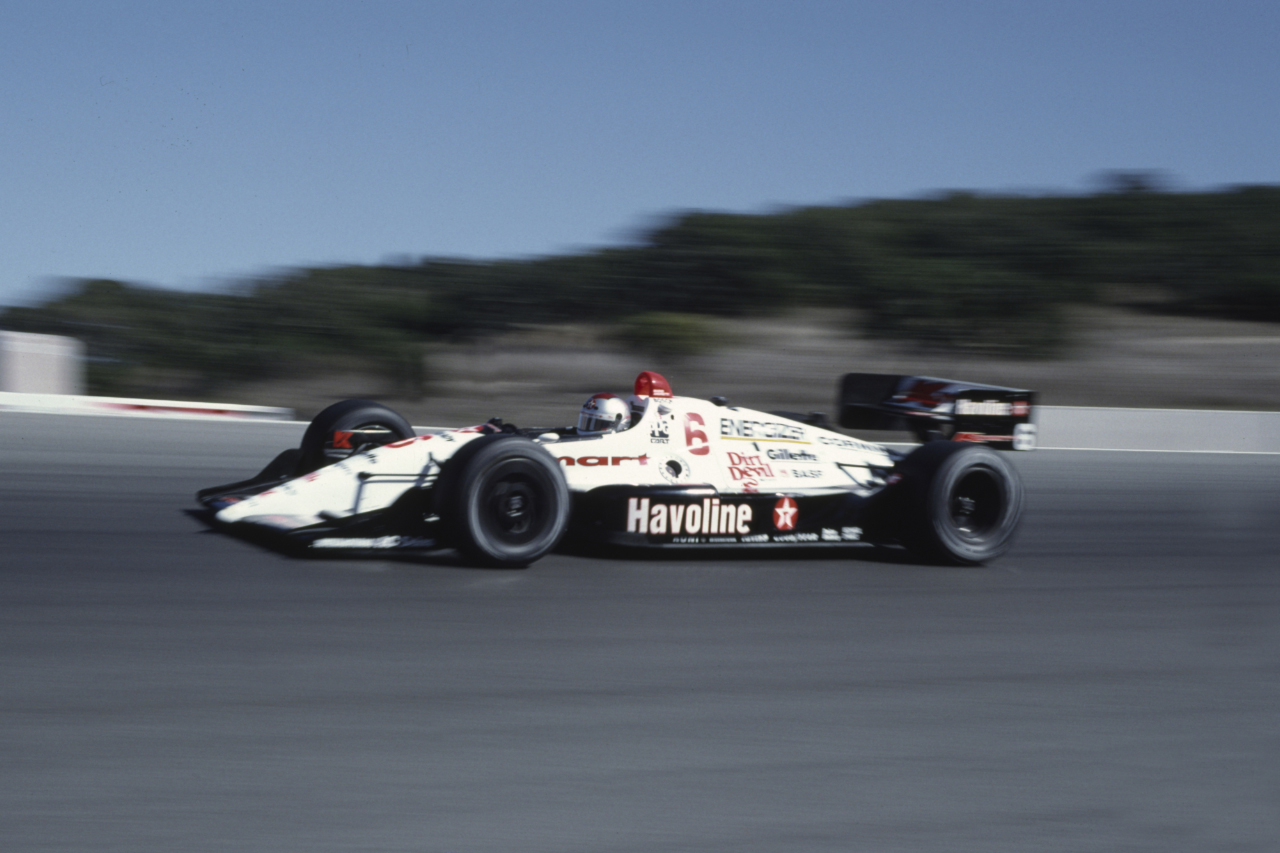
Andretti a Laguna Seca nel 1991

Si dedica quindi alla co-gestione del team di proprietà del figlio Michael. Proprio con una monoposto di questo team torna in pista nel 2003, a 63 anni, per una sessione di prove private sul circuito di Indianapolis, con l'intento non dichiarato di qualificare la vettura e forse di prendere parte alla successiva 500 Miglia. Ma quello che avrebbe potuto essere un clamoroso e storico ritorno si conclude con un drammatico incidente durante quello stesso test, dal quale fortunatamente il pilota esce illeso.
Ma neppure questa volta Mario Andretti conclude definitivamente la propria carriera. Lo si vedrà spesso pilotare delle particolari auto biposto derivate dalle monoposto Indy, con l'abitacolo allungato posteriormente e con l'aggiunta di un sedile per il passeggero, create per far provare il brivido della velocità a giornalisti e appassionati. In seguito circolerà anche la voce di una sua probabile partecipazione alla 24 Ore di Daytona, ma il progetto non si concretizzerà per mancanza di sponsor.
Alla fine del 2012, a quasi 73 anni, compie alcuni giri di pista sul circuito di Austin, prima del Gran Premio di Formula 1, al volante della vecchia Lotus 78 con la quale si laureò campione del mondo 34 anni prima.
Dal 2005 ebbe l'onore di essere inserito nell'Automotive Hall of Fame che raggruppa le più importanti personalità distintesi in campo automobilistico. Nel 2006 è stato nominato commendatore della Repubblica Italiana. Nel 2007 è stato nominato sindaco del Libero Comune di Montona in Esilio.
Nella sua lunga e prestigiosa carriera ha corso 897 gare, vincendone 111 e conquistando 109 pole position.

## Produzione di vini
Dopo il ritiro dalle competizioni ha fondato nel 1996 a Napa la Andretti Winery, 42 acri dedicati alla produzione di vini che portano il suo nome.

## Famiglia
È capostipite di una vera e propria dinastia di piloti. Il figlio Michael è stato un campione CART (mentre la sua unica stagione in F1 - 1993 in McLaren - è stata molto negativa) così come sono stati piloti professionisti l'altro figlio Jeff, e il nipote John (figlio del gemello Aldo). Suo nipote il figlio di Michael, Marco è anch'egli un pilota professionista, che nell'inverno 2006 svolse dei test di Formula 1 con una Honda e nello stesso anno debuttò in IndyCar.

## Vita privata
Andretti vive vicino a suo nipote Marco a Bushkill Township, Pennsylvania. La sua defunta moglie Dee Ann (nata Hoch) era originaria di Nazareth, Pennsylvania, che insegnò inglese ad Andretti nel 1961. Si sposarono il 25 novembre 1961. Morì il 2 luglio 2018, a seguito di un infarto
Andretti è rimasto attivo dopo il suo ritiro dalle corse a tempo pieno, tenendo numerosi discorsi al pubblico e servendo come portavoce di Texaco/Havoline, Firestone e Magnaflow Performance Exhaustion. Occasionalmente era un portavoce dell'ormai defunta Champ Car World Series, anche se frequentava spesso le gare IRL per vedere Marco competere. Andretti è vicepresidente di un'azienda vinicola denominata Andretti Winery nella Napa Valley, in California. Possiede una catena di distributori di benzina, una concessionaria Toyota a Moon Township, Pennsylvania (appena fuori Pittsburgh), autolavaggi, prodotti per la cura dell'auto, piste da go-kart, una linea di abbigliamento, videogiochi e repliche di automobili. Effettua anche test drive di auto per le riviste Road & Track e Car and Driver.
Nel 2015 ha ricevuto il Premio America dalla Fondazione Italia–USA.
Andretti sarà coinvolto nel team Cadillac di Formula Uno, facendo parte del consiglio di amministrazione, che entrerà nel Campionato del Mondo di Formula Uno nel 2026.

## Risultati

### Formula 1
| 1968 | Scuderia | Vettura |  |  |  |  |  |  |  |  |    |  |     |  |  |  |  |  |  | Punti | Pos. |
| ---- | -------- | ------- |  |  |  |  |  |  |  |  | -- |  | --- |  |  |  |  |  |  | ----- | ---- |
| 1968 | Lotus    | 49B     |  |  |  |  |  |  |  |  | NP |  | Rit |  |  |  |  |  |  | 0     |      |

| 1969 | Scuderia | Vettura |     |  |  |  |  |  |     |  |  |     |  |  |  |  |  |  |  | Punti | Pos. |
| ---- | -------- | ------- | --- |  |  |  |  |  | --- |  |  | --- |  |  |  |  |  |  |  | ----- | ---- |
| 1969 | Lotus    | 49B 63  | Rit |  |  |  |  |  | Rit |  |  | Rit |  |  |  |  |  |  |  | 0     |      |

| 1970 | Scuderia | Vettura |     |   |  |  |  |  |     |     |     |  |  |  |  |  |  |  |  | Punti | Pos. |
| ---- | -------- | ------- | --- | - |  |  |  |  | --- | --- | --- |  |  |  |  |  |  |  |  | ----- | ---- |
| 1970 | March    | 701     | Rit | 3 |  |  |  |  | Rit | Rit | Rit |  |  |  |  |  |  |  |  | 4     | 16º  |

| 1971 | Scuderia | Vettura      |   |     |    |     |  |  |   |  |  |    |    |  |  |  |  |  |  | Punti | Pos. |
| ---- | -------- | ------------ | - | --- | -- | --- |  |  | - |  |  | -- | -- |  |  |  |  |  |  | ----- | ---- |
| 1971 | Ferrari  | 312 B 312 B2 | 1 | Rit | NQ | Rit |  |  | 4 |  |  | 13 | NP |  |  |  |  |  |  | 12    | 8º   |

| 1972 | Scuderia | Vettura |     |   |     |  |  |  |  |  |  |   |  |   |  |  |  |  |  | Punti | Pos. |
| ---- | -------- | ------- | --- | - | --- |  |  |  |  |  |  | - |  | - |  |  |  |  |  | ----- | ---- |
| 1972 | Ferrari  | 312 B2  | Rit | 4 | Rit |  |  |  |  |  |  | 7 |  | 6 |  |  |  |  |  | 4     | 12º  |

| 1974 | Scuderia | Vettura |  |  |  |  |  |  |  |  |  |  |  |  |  |   |    |  |  | Punti | Pos. |
| ---- | -------- | ------- |  |  |  |  |  |  |  |  |  |  |  |  |  | - | -- |  |  | ----- | ---- |
| 1974 | Parnelli | VPJ4    |  |  |  |  |  |  |  |  |  |  |  |  |  | 7 | SQ |  |  | 0     |      |

| 1975 | Scuderia | Vettura |     |   |    |     |     |  |   |  |   |    |    |     |     |     |  |  |  | Punti | Pos. |
| ---- | -------- | ------- | --- | - | -- | --- | --- |  | - |  | - | -- | -- | --- | --- | --- |  |  |  | ----- | ---- |
| 1975 | Parnelli | VPJ4    | Rit | 7 | 17 | Rit | Rit |  | 4 |  | 5 | 12 | 10 | Rit | Rit | Rit |  |  |  | 5     | 14º  |

| 1976 | Scuderia       | Vettura  |     |   |     |     |     |  |     |   |     |    |   |   |     |   |     |   |  | Punti | Pos. |
| ---- | -------------- | -------- | --- | - | --- | --- | --- |  | --- | - | --- | -- | - | - | --- | - | --- | - |  | ----- | ---- |
| 1976 | Lotus Parnelli | 77 VPJ4B | Rit | 6 | Rit | Rit | Rit |  | Rit | 5 | Rit | 12 | 5 | 3 | Rit | 3 | Rit | 1 |  | 22    | 6º   |

| 1977 | Scuderia | Vettura |   |     |     |   |   |   |     |   |   |    |     |     |     |   |   |   |     | Punti | Pos. |
| ---- | -------- | ------- | - | --- | --- | - | - | - | --- | - | - | -- | --- | --- | --- | - | - | - | --- | ----- | ---- |
| 1977 | Lotus    | 78      | 5 | Rit | Rit | 1 | 1 | 5 | Rit | 6 | 1 | 14 | Rit | Rit | Rit | 1 | 2 | 9 | Rit | 47    | 3º   |

| 1978 | Scuderia | Vettura |   |   |   |   |    |   |   |     |   |     |   |     |   |   |     |    |  | Punti | Pos. |
| ---- | -------- | ------- | - | - | - | - | -- | - | - | --- | - | --- | - | --- | - | - | --- | -- |  | ----- | ---- |
| 1978 | Lotus    | 78 79   | 1 | 4 | 7 | 2 | 11 | 1 | 1 | Rit | 1 | Rit | 1 | Rit | 1 | 6 | Rit | 10 |  | 64    | 1º   |

| 1979 | Scuderia | Vettura |   |     |   |   |   |     |     |     |     |     |     |     |   |    |     |  |  | Punti | Pos. |
| ---- | -------- | ------- | - | --- | - | - | - | --- | --- | --- | --- | --- | --- | --- | - | -- | --- |  |  | ----- | ---- |
| 1979 | Lotus    | 79 80   | 5 | Rit | 4 | 4 | 3 | Rit | Rit | Rit | Rit | Rit | Rit | Rit | 5 | 10 | Rit |  |  | 14    | 12º  |

| 1980 | Scuderia | Vettura |     |     |    |     |     |   |     |     |   |     |   |     |     |   |  |  |  | Punti | Pos. |
| ---- | -------- | ------- | --- | --- | -- | --- | --- | - | --- | --- | - | --- | - | --- | --- | - |  |  |  | ----- | ---- |
| 1980 | Lotus    | 81      | Rit | Rit | 12 | Rit | Rit | 7 | Rit | Rit | 7 | Rit | 8 | Rit | Rit | 6 |  |  |  | 1     | 20º  |

| 1981 | Scuderia   | Vettura   |   |     |   |     |    |     |   |   |     |   |     |     |     |   |     |  |  | Punti | Pos. |
| ---- | ---------- | --------- | - | --- | - | --- | -- | --- | - | - | --- | - | --- | --- | --- | - | --- |  |  | ----- | ---- |
| 1981 | Alfa Romeo | 179C 179D | 4 | Rit | 8 | Rit | 10 | Rit | 8 | 8 | Rit | 9 | Rit | Rit | Rit | 7 | Rit |  |  | 3     | 17º  |

| 1982 | Scuderia         | Vettura      |  |  |     |  |  |  |  |  |  |  |  |  |  |  |   |     |  | Punti | Pos. |
| ---- | ---------------- | ------------ |  |  | --- |  |  |  |  |  |  |  |  |  |  |  | - | --- |  | ----- | ---- |
| 1982 | Williams Ferrari | FW07C 126 C2 |  |  | Rit |  |  |  |  |  |  |  |  |  |  |  | 3 | Rit |  | 4     | 19º  |

| Legenda | 1º posto     | 2º posto | 3º posto    | A punti         | Senza punti/Non class.  | Grassetto – Pole position Corsivo – Giro più veloce |
| Legenda | Squalificato | Ritirato | Non partito | Non qualificato | Solo prove/Terzo pilota | Grassetto – Pole position Corsivo – Giro più veloce |

### Gare extra campionato
| Anno    | Vettura           | 1       | 2     |
| ------- | ----------------- | ------- | ----- |
| 1971    | Ferrari           | ONT 1   |       |
| 1975    | Parnelli-Cosworth | SIL 3   |       |
| 1976    | Lotus-Cosworth    | SIL 7   |       |
| 1977    | Lotus-Cosworth    | BRH Rit |       |
| 1978    | Lotus-Cosworth    | SIL Rit |       |
| 1979    | Lotus-Cosworth    | BRH 3   | DON 3 |
| 1980    | Lotus-Cosworth    | JAR NC  |       |
| Legenda |                   |         |       |

### Campionato internazionale gran turismo/Campionato internazionale sportprototipi
| 1965 | Scuderia         | Vettura                         | Stati Uniti (bandiera) | Stati Uniti (bandiera) | Italia (bandiera)      | Italia (bandiera)      | Italia (bandiera) | Regno Unito (bandiera)    | Italia (bandiera)         | Belgio (bandiera)         | Germania Ovest (bandiera) | Italia (bandiera)         | Germania Ovest (bandiera) | Francia (bandiera)        | Francia (bandiera)  | Italia (bandiera)         | Germania Ovest (bandiera) | Italia (bandiera) | Svizzera (bandiera) | Germania Ovest (bandiera) | Stati Uniti (bandiera) | Stati Uniti (bandiera) |
| ---- | ---------------- | ------------------------------- | ---------------------- | ---------------------- | ---------------------- | ---------------------- | ----------------- | ------------------------- | ------------------------- | ------------------------- | ------------------------- | ------------------------- | ------------------------- | ------------------------- | ------------------- | ------------------------- | ------------------------- | ----------------- | ------------------- | ------------------------- | ---------------------- | ---------------------- |
| 1965 | NART             | Ferrari 275 P                   |                        |                        |                        |                        |                   |                           |                           |                           |                           |                           |                           |                           |                     |                           |                           |                   |                     |                           |                        | Rit                    |
| 1966 | Scuderia         | Vettura                         | Stati Uniti (bandiera) | Stati Uniti (bandiera) | Italia (bandiera)      | Italia (bandiera)      | Belgio (bandiera) | Germania Ovest (bandiera) | Francia (bandiera)        | Italia (bandiera)         | Italia (bandiera)         | Germania Ovest (bandiera) | Svizzera (bandiera)       | Germania Ovest (bandiera) | Austria (bandiera)  |                           |                           |                   |                     |                           |                        |                        |
| 1966 | NART             | Ferrari 365 P2                  | 4                      | Rit                    |                        |                        |                   |                           |                           |                           |                           |                           |                           |                           |                     |                           |                           |                   |                     |                           |                        |                        |
| 1966 | Holman & Moody   | Ford GT40 Mk.II                 |                        |                        |                        |                        |                   |                           | Rit                       |                           |                           |                           |                           |                           |                     |                           |                           |                   |                     |                           |                        |                        |
| 1967 | Scuderia         | Vettura                         | Stati Uniti (bandiera) | Stati Uniti (bandiera) | Italia (bandiera)      | Belgio (bandiera)      | Italia (bandiera) | Germania Ovest (bandiera) | Francia (bandiera)        | Germania Ovest (bandiera) | Italia (bandiera)         | Regno Unito (bandiera)    | Italia (bandiera)         | Austria (bandiera)        | Svizzera (bandiera) | Germania Ovest (bandiera) |                           |                   |                     |                           |                        |                        |
| 1967 | Holman & Moody   | Ford GT40 Mk.II Ford GT40 MK.IV | Rit                    | 1                      |                        |                        |                   |                           | Rit                       |                           |                           |                           |                           |                           |                     |                           |                           |                   |                     |                           |                        |                        |
| 1968 | Scuderia         | Vettura                         | Stati Uniti (bandiera) | Stati Uniti (bandiera) | Regno Unito (bandiera) | Italia (bandiera)      | Italia (bandiera) | Germania Ovest (bandiera) | Belgio (bandiera)         | Stati Uniti (bandiera)    | Austria (bandiera)        | Francia (bandiera)        |                           |                           |                     |                           |                           |                   |                     |                           |                        |                        |
| 1968 | Autodelta        | Alfa Romeo T33/2                | 6                      |                        |                        |                        |                   |                           |                           |                           |                           |                           |                           |                           |                     |                           |                           |                   |                     |                           |                        |                        |
| 1969 | Scuderia         | Vettura                         | Stati Uniti (bandiera) | Stati Uniti (bandiera) | Regno Unito (bandiera) | Italia (bandiera)      | Italia (bandiera) | Belgio (bandiera)         | Germania Ovest (bandiera) | Francia (bandiera)        | Stati Uniti (bandiera)    | Austria (bandiera)        |                           |                           |                     |                           |                           |                   |                     |                           |                        |                        |
| 1969 | Scuderia Ferrari | Ferrari 312 P                   |                        | 2                      |                        | Rit                    |                   |                           |                           |                           |                           |                           |                           |                           |                     |                           |                           |                   |                     |                           |                        |                        |
| 1970 | Scuderia         | Vettura                         | Stati Uniti (bandiera) | Stati Uniti (bandiera) | Regno Unito (bandiera) | Italia (bandiera)      | Italia (bandiera) | Belgio (bandiera)         | Germania Ovest (bandiera) | Francia (bandiera)        | Stati Uniti (bandiera)    | Austria (bandiera)        |                           |                           |                     |                           |                           |                   |                     |                           |                        |                        |
| 1970 | Scuderia Ferrari | Ferrari 512 S                   | 3                      | 1                      |                        |                        |                   |                           |                           |                           | 3                         |                           |                           |                           |                     |                           |                           |                   |                     |                           |                        |                        |
| 1971 | Scuderia         | Vettura                         | Argentina (bandiera)   | Stati Uniti (bandiera) | Stati Uniti (bandiera) | Regno Unito (bandiera) | Italia (bandiera) | Belgio (bandiera)         | Italia (bandiera)         | Germania Ovest (bandiera) | Francia (bandiera)        | Austria (bandiera)        | Stati Uniti (bandiera)    |                           |                     |                           |                           |                   |                     |                           |                        |                        |
| 1971 | Scuderia Ferrari | Ferrari 312 PB                  |                        |                        | Rit                    |                        |                   |                           |                           |                           |                           |                           |                           |                           |                     |                           |                           |                   |                     |                           |                        |                        |

### Campionato del mondo sportprototipi
| 1972 | Scuderia                  | Vettura              | Argentina (bandiera)   | Stati Uniti (bandiera) | Stati Uniti (bandiera)    | Regno Unito (bandiera) | Italia (bandiera)  | Belgio (bandiera)    | Italia (bandiera)         | Germania Ovest (bandiera) | Francia (bandiera)     | Austria (bandiera)   | Stati Uniti (bandiera) |
| ---- | ------------------------- | -------------------- | ---------------------- | ---------------------- | ------------------------- | ---------------------- | ------------------ | -------------------- | ------------------------- | ------------------------- | ---------------------- | -------------------- | ---------------------- |
| 1972 | Scuderia Ferrari          | Ferrari 312 PB       | 10                     | 1                      | 1                         | 1                      |                    |                      |                           |                           |                        |                      | 1                      |
| 1974 | Scuderia                  | Vettura              | Italia (bandiera)      | Belgio (bandiera)      | Germania Ovest (bandiera) | Italia (bandiera)      | Francia (bandiera) | Austria (bandiera)   | Stati Uniti (bandiera)    | Francia (bandiera)        | Regno Unito (bandiera) | Sudafrica (bandiera) |                        |
| 1974 | Autodelta                 | Alfa Romeo T33/TT/12 | 1                      |                        |                           |                        |                    |                      | SQ                        |                           |                        |                      |                        |
| 1975 | Scuderia                  | Vettura              | Stati Uniti (bandiera) | Italia (bandiera)      | Francia (bandiera)        | Italia (bandiera)      | Belgio (bandiera)  | Italia (bandiera)    | Germania Ovest (bandiera) | Austria (bandiera)        | Stati Uniti (bandiera) |                      |                        |
| 1975 | Willi Kauhsen Racing Team | Alfa Romeo T33/TT/12 |                        |                        |                           |                        |                    |                      |                           |                           | 2                      |                      |                        |
| 1983 | Scuderia                  | Vettura              | Italia (bandiera)      | Regno Unito (bandiera) | Germania Ovest (bandiera) | Francia (bandiera)     | Belgio (bandiera)  | Giappone (bandiera)  | Sudafrica (bandiera)      |                           |                        |                      |                        |
| 1983 | Kremer Racing             | Alfa Romeo T33/TT/12 |                        |                        |                           | 3                      |                    |                      |                           |                           |                        |                      |                        |
| 1988 | Scuderia                  | Vettura              | Spagna (bandiera)      | Spagna (bandiera)      | Italia (bandiera)         | Regno Unito (bandiera) | Francia (bandiera) | Rep. Ceca (bandiera) | Regno Unito (bandiera)    | Germania Ovest (bandiera) | Belgio (bandiera)      | Giappone (bandiera)  | Australia (bandiera)   |
| 1988 | Porsche                   | Porsche 962C         |                        |                        |                           |                        | 6                  |                      |                           |                           |                        |                      |                        |

### 12 Ore di Sebring
| Anno    | Scuderia           | Costruttore | Vettura         | Numero | Categoria       | Classe | Co-Pilota                      | Giri | Risultato di classe | Risultato assoluto |
| ------- | ------------------ | ----------- | --------------- | ------ | --------------- | ------ | ------------------------------ | ---- | ------------------- | ------------------ |
| 1966    | NART               | Ferrari     | Ferrari 365 P2  | 26     | Sport Prototipo | P 5.0  | Pedro Rodríguez                | 188  | Rit                 | Rit                |
| 1967    | Ford Motor Company | Ford        | Ford GT40 MK.IV | 1      | Sport Prototipo | P +2.0 | Bruce McLaren                  | 238  | 1º                  | 1º                 |
| 1969    | Scuderia Ferrari   | Ferrari     | Ferrari 312 P   | 25     | Sport Prototipo | P 3.0  | Chris Amon                     | 238  | 1º                  | 2º                 |
| 1970    | Ferrari SPA SEFAC  | Ferrari     | Ferrari 512 S   | 21     | Sport           | S 5.0  | Ignazio Giunti Nino Vaccarella | 248  | 1º                  | 1º                 |
| 1971    | Ferrari Automobili | Ferrari     | Ferrari 312 PB  | 25     | Sport Prototipo | P 3.0  | Jacky Ickx                     | 117  | Rit                 | Rit                |
| 1972    | Ferrari            | Ferrari     | Ferrari 312 PB  | 2      | Sport           | S 3.0  | Jacky Ickx                     | 259  | 1º                  | 1º                 |
| Legenda |                    |             |                 |        |                 |        |                                |      |                     |                    |

### 24 Ore di Le Mans
| Anno | Classe    | N° | Gomme | Vettura                                               | Squadra               | Co-piloti                           | Giri                                                           | Pos. Assol.                                                    | Pos. di Classe                                                 |
| ---- | --------- | -- | ----- | ----------------------------------------------------- | --------------------- | ----------------------------------- | -------------------------------------------------------------- | -------------------------------------------------------------- | -------------------------------------------------------------- |
| 1966 | P +5.0    | 6  | G     | Ford GT40 Mk.II Ford 7.0L V8                          | Holman & Moody        | Lucien Bianchi                      | 97                                                             | Rit                                                            | Rit                                                            |
| 1967 | P +5.0    | 3  | F     | Ford GT40 Mk.IV Ford 7.0L V8                          | Holman & Moody        | Lucien Bianchi                      | 188                                                            | Rit                                                            | Rit                                                            |
| 1982 | Gruppo C  | 27 | G     | Mirage M12 Ford-Cosworth DFL 3,9L V8                  | Grand Touring Cars    | Michael Andretti                    | SQ: radiatore per l'olio del cambio fuori misura di 1 pollice. | SQ: radiatore per l'olio del cambio fuori misura di 1 pollice. | SQ: radiatore per l'olio del cambio fuori misura di 1 pollice. |
| 1983 | Gruppo C  | 21 | G     | Porsche 956 Porsche Type-935 2.6L Turbo 6 cil. boxer  | Porsche Kremer Racing | Michael Andretti Philippe Alliot    | 364                                                            | 3º                                                             | 3º                                                             |
| 1988 | Gruppo C1 | 19 | D     | Porsche 962C Porsche Type-935 3.0L Turbo 6 cil. boxer | Porsche AG            | Michael Andretti John Andretti      | 375                                                            | 6º                                                             | 6º                                                             |
| 1995 | WSC       | 13 | M     | Courage C34 Porsche Type-935 3.0L Turbo 6 cil. boxer  | Courage Compétition   | Bob Wollek Éric Hélary              | 297                                                            | 2º                                                             | 1º                                                             |
| 1996 | LMP1      | 4  | M     | Courage C36 Porsche Type-935 3.0L Turbo 6 cil. boxer  | Courage Compétition   | Jan Lammers Derek Warwick           | 315                                                            | 13º                                                            | 3º                                                             |
| 1997 | LMP       | 9  | M     | Courage C36 Porsche Type-935 3.0L Turbo 6 cil. boxer  | Courage Compétition   | Michael Andretti Olivier Grouillard | 197                                                            | Rit                                                            | Rit                                                            |
| 2000 | LMP900    | 11 | M     | Panoz LMP-1 Roadster-S Élan 6L8 6.0L V8               | Panoz Motorsports     | David Brabham Jan Magnussen         | 315                                                            | 15º                                                            | 8º                                                             |

### 500 Miglia di Indianapolis
| Anno   | N° auto | Partito | Media qualifica | Finito | Giri | Giri in testa | Causa ritiro                            |
| ------ | ------- | ------- | --------------- | ------ | ---- | ------------- | --------------------------------------- |
| 1965   | 12      | 4º      | 158.849         | 3º     | 200  | 0             | /                                       |
| 1966   | 1       | 1º      | 165.849         | 18º    | 27   | 16            | Valvola                                 |
| 1967   | 1       | 1º      | 168.982         | 30º    | 58   | 0             | Ruota persa                             |
| 1968   | 2       | 4º      | 167.691         | 33º    | 2    | 0             | Pistone                                 |
| 1969   | 2       | 2º      | 169.851         | 1º     | 200  | 116           | /                                       |
| 1970   | 1       | 8º      | 168.209         | 6º     | 199  | 0             | /                                       |
| 1971   | 5       | 9º      | 172.612         | 30º    | 11   | 0             | Incidente                               |
| 1972   | 9       | 5º      | 187.617         | 8º     | 194  | 0             | Senza benzina                           |
| 1973   | 11      | 6º      | 195.059         | 30º    | 4    | 0             | Pistone                                 |
| 1974   | 5       | 5º      | 186.027         | 31º    | 2    | 0             | Valvola                                 |
| 1975   | 21      | 27º     | 186.480         | 28º    | 49   | 0             | Incidente                               |
| 1976   | 6       | 19º     | 189.404         | 8º     | 101  | 0             | /                                       |
| 1977   | 9       | 6º      | 193.351         | 26º    | 47   | 0             | Impianto di scarico                     |
| 1978   | 7       | 33º     | 194.647         | 12º    | 185  | 0             | /                                       |
| 1980   | 12      | 2º      | 191.012         | 20º    | 71   | 10            | Motore                                  |
| 1981   | 40      | 32º     | 193.040         | 2º     | 200  | 12            | /                                       |
| 1982   | 40      | 4º      | 203.172         | 31º    | 0    | 0             | Incidente                               |
| 1983   | 3       | 11º     | 199.404         | 23º    | 79   | 0             | Incidente                               |
| 1984   | 3       | 6º      | 207.466         | 17º    | 153  | 29            | Cono del naso di avviamento             |
| 1985   | 3       | 4º      | 211.576         | 2º     | 200  | 107           | /                                       |
| 1986   | 2       | 30º     | 212.300         | 32º    | 19   | 0             | Accensione                              |
| 1987   | 5       | 1º      | 212.300         | 9º     | 180  | 0             | /                                       |
| 1988   | 6       | 4º      | 214.692         | 20º    | 118  | 0             | Elettrico                               |
| 1989   | 5       | 5º      | 220.485         | 4º     | 193  | 1             | /                                       |
| 1990   | 6       | 6º      | 222.025         | 27º    | 60   | 0             | Motore                                  |
| 1991   | 6       | 3º      | 221.818         | 7º     | 187  | 22            | Motore                                  |
| 1992   | 2       | 3º      | 229.503         | 23º    | 78   | 1             | Incidente                               |
| 1993   | 6       | 2º      | 223.414         | 5º     | 200  | 72            | /                                       |
| 1994   | 6       | 9º      | 223.503         | 32º    | 23   | 0             | Sistema di alimentazione del carburante |
| Totale | Totale  | Totale  | Totale          | Totale | 3040 | 386           |                                         |

### NASCAR
(chiave) (Grassetto – Pole position assegnata dal tempo di qualificazione. Corsivo – Pole position guadagnata dalla classifica a punti o dal tempo di pratica. * – La maggior parte dei giri in testa.. 1-2,...   - Stage vinta)

#### Grand National Series
| Anno | Team          | Numero | Marca   | 1   | 2      | 3      | 4      | 5      | 6   | 7   | 8   | 9   | 10     | 11  | 12  | 13  | 14  | 15  | 16  | 17  | 18  | 19  | 20  | 21  | 22  | 23  | 24  | 25     | 26  | 27  | 28     | 29  | 30  | 31  | 32  | 33  | 34  | 35  | 36  | 37  | 38  | 39  | 40  | 41  | 42  | 43  | 44  | 45  | 46  | 47     | 48  | 49  | 50  | 51  | 52  | 53  | 54  | Punti | Pos. |
| ---- | ------------- | ------ | ------- | --- | ------ | ------ | ------ | ------ | --- | --- | --- | --- | ------ | --- | --- | --- | --- | --- | --- | --- | --- | --- | --- | --- | --- | --- | --- | ------ | --- | --- | ------ | --- | --- | --- | --- | --- | --- | --- | --- | --- | --- | --- | --- | --- | --- | --- | --- | --- | --- | ------ | --- | --- | --- | --- | --- | --- | --- | ----- | ---- |
| 1966 | Bondy Long    | 71     | Chevy   | AUG | RSD 16 | DAY    |        |        |     |     |     |     |        |     |     |     |     |     |     |     |     |     |     |     |     |     |     |        |     |     |        |     |     |     |     |     |     |     |     |     |     |     |     |     |     |     |     |     |     |        |     |     |     |     |     |     |     | 0     | NA   |
| 1966 | Smokey Yunick | 13     | Chevy   |     |        |        | DAY 20 | DAY 37 | CAR | BRI | ATL | HCY | CLB    | GPS | BGS | NWS | MAR | DAR | LGY | MGR | MON | RCH | CLT | DTS | ASH | PIF | SMR | AWS    | BLV | GPS |        |     |     |     |     |     |     |     |     |     |     |     |     |     |     |     |     |     |     |        |     |     |     |     |     |     |     | 0     | NA   |
| 1966 | Owens Racing  | 5      | Dodge   |     |        |        |        |        |     |     |     |     |        |     |     |     |     |     |     |     |     |     |     |     |     |     |     |        |     |     | DAY 31 | ODS | BRR | OXF | FON | ISP | BRI | SMR | NSV | ATL | CLB | AWS | BLV | BGS | DAR | HCY | RCH | HBO | MAR | NWS    | CLT | CAR |     |     |     |     |     | 0     | NA   |
| 1967 | Holman Moody  | 114    | Ford    | AUG | RSD 9  | DAY    |        |        |     |     |     |     |        |     |     |     |     |     |     |     |     |     |     |     |     |     |     |        |     |     |        |     |     |     |     |     |     |     |     |     |     |     |     |     |     |     |     |     |     |        |     |     |     |     |     |     |     | 0     | NA   |
| 1967 | Holman Moody  | 11     | Ford    |     |        |        | DAY 6  | DAY 1* | AWS | BRI | GPS | BGS | ATL 19 | CLB | HCY | NWS | MAR | SVH | RCH | DAR | BLV | LGY | CLT | ASH | MGR | SMR | BIR | CAR    | GPS | MGY | DAY 27 | TRN | OXF | FDA | ISP | BRI | SMR | NSV | ATL | BGS | CLB | SVH | DAR | HCY | RCH | BLV | HBO | MAR | NWS | CLT 27 | CAR | AWS |     |     |     |     |     | 0     | NA   |
| 1968 | Holman Moody  | 11     | Ford    | MGR | MGY    | RSD 27 |        |        |     |     |     |     |        |     |     |     |     |     |     |     |     |     |     |     |     |     |     | DAY 12 | ISP | OXF | FDA    | TRN | BRI | SMR | NSV | ATL | CLB | BGS | AWS | SBO | LGY | DAR | HCY | RCH | BLV | HBO | MAR | NWS | AUG | CLT    | CAR | JFC |     |     |     |     |     | 0     | NA   |
| 1968 | Holman Moody  | 11     | Mercury |     |        |        | DAY 29 | BRI    | RCH | ATL | HCY | GPS | CLB    | NWS | MAR | AUG | AWS | DAR | BLV | LGY | CLT | ASH | MGR | SMR | BIR | CAR | GPS |        |     |     |        |     |     |     |     |     |     |     |     |     |     |     |     |     |     |     |     |     |     |        |     |     |     |     |     |     |     | 0     | NA   |
| 1969 | Holman Moody  | 97     | Ford    | MGR | MGY    | RSD 18 | DAY    | DAY    | DAY | CAR | AUG | BRI | ATL    | CLB | HCY | GPS | RCH | NWS | MAR | AWS | DAR | BLV | LGY | CLT | MGR | SMR | MCH | KPT    | GPS | NCF | DAY    | DOV | TPN | TRN | BLV | BRI | NSV | SMR | ATL | MCH | SBO | BGS | AWS | DAR | HCY | RCH | TAL | CLB | MAR | NWS    | CLT | SVH | AUG | CAR | JFC | MGR | TWS | 0     | NA   |

#### Daytona 500
| Anno   | N° auto | Partito | Media Qualifica | Finito | Giri | Giri in testa | Causa ritiro |
| ------ | ------- | ------- | --------------- | ------ | ---- | ------------- | ------------ |
| 1966   | 13      | 39º     | ?               | 37º    | 31   | 0             | Incidente    |
| 1967   | 11      | 12º     | ?               | 1º     | 200  | 112           | /            |
| 1968   | 11      | 20º     | ?               | 29º    | 105  | 12            | /            |
| Totale | Totale  | Totale  | Totale          | Totale | 336  | 124           |              |

### USAC Championship Car
| Anno    | Squadra                        | Telaio         | Motore             | 1      | 2       | 3       | 4       | 5       | 6       | 7      | 8      | 9      | 10     | 11     | 12     | 13     | 14     | 15     | 16     | 17     | 18    | 19     | 20     | 21    | 22    | 23     | 24    | 25    | 26    | 27     | 28     | Punti | Pos. |
| ------- | ------------------------------ | -------------- | ------------------ | ------ | ------- | ------- | ------- | ------- | ------- | ------ | ------ | ------ | ------ | ------ | ------ | ------ | ------ | ------ | ------ | ------ | ----- | ------ | ------ | ----- | ----- | ------ | ----- | ----- | ----- | ------ | ------ | ----- | ---- |
| 1964    | Doug Stearly                   | Elder 61 FE    | Offenhauser        | PHX    | TRE 11  | INDY    | MIL     |         |         |        |        |        |        |        |        |        |        |        |        |        |       |        |        |       |       |        |       |       |       |        |        | 530   | 11º  |
| 1964    | Lee S Glessner                 | Meskowski 58 D | Offenhauser        |        |         |         |         | LAN 9   |         |        |        |        |        |        |        |        |        |        |        |        |       |        |        |       |       |        |       |       |       |        |        | 530   | 11º  |
| 1964    | Dean Van Lines Racing Division | Blum 64 FE     | Offenhauser        |        |         |         |         |         | TRE 11  |        | MIL 3  |        |        | TRE 22 |        | PHX 18 |        |        |        |        |       |        |        |       |       |        |       |       |       |        |        | 530   | 11º  |
| 1964    | Dean Van Lines Racing Division | Kuzma 60 D     | Offenhauser        |        |         |         |         |         |         | ISF 6  |        | DUQ 15 | INF 10 |        | SAC 8  |        |        |        |        |        |       |        |        |       |       |        |       |       |       |        |        | 530   | 11º  |
| 1965    | Dean Van Lines Racing Division | Blum 64 FE     | Offenhauser        | PHX 6  | TRE 2   |         |         |         |         |        |        | ATL 2  | LAN 4  |        |        |        |        |        |        |        |       |        |        |       |       |        |       |       |       |        |        | 3110  | 1º   |
| 1965    | Dean Van Lines Racing Division | Hawk I         | Ford 255 ci V8     |        |         | INDY 3  | MIL 4   | LAN 2   | PPR     | TRE NP | IRP 1  |        |        | MIL 2  |        | MIL 16 |        |        | TRE 13 |        | PHX 2 |        |        |       |       |        |       |       |       |        |        | 3110  | 1º   |
| 1965    | Dean Van Lines Racing Division | Kuzma 60 D     | Offenhauser        |        |         |         |         |         |         |        |        |        |        |        | ISF 3  |        | DUQ 15 | INF 2  |        | SAC 3  |       |        |        |       |       |        |       |       |       |        |        | 3110  | 1º   |
| 1966    | Dean Van Lines Racing Division | Hawk I         | Ford 255 ci V8     | PHX 15 | TRE 4   | INDY 18 | MIL 1   | LAN 1   | ATL 1   | PPR    | IRP 1  |        |        | MIL 1  |        |        | TRE 1  |        | PHX 1  |        |       |        |        |       |       |        |       |       |       |        |        | 3070  | 1º   |
| 1966    | Jim Robbins                    | Vollstedt 65   | Ford 255 ci V8     |        |         |         |         |         |         |        |        | LAN 21 |        |        |        |        |        |        |        |        |       |        |        |       |       |        |       |       |       |        |        | 3070  | 1º   |
| 1966    | Dean Van Lines Racing Division | Kuzma 60 D     | Offenhauser        |        |         |         |         |         |         |        |        |        | ISF 2  |        | DUQ 15 | INF 1  |        | SAC 10 |        |        |       |        |        |       |       |        |       |       |       |        |        | 3070  | 1º   |
| 1967    | Dean Van Lines Racing Division | Hawk I         | Ford 255 ci V8     | PHX NP |         |         |         |         |         |        |        |        |        |        |        |        |        |        |        |        |       |        |        |       |       |        |       |       |       |        |        | 3360  | 2º   |
| 1967    | Dean Van Lines Racing Division | Hawk II        | Ford 255 ci V8     |        | TRE 1   | INDY 30 | MIL NP  | LAN 3   |         |        |        | IRP 1  | LAN 1  | MTR 1  | MTR 1  |        | MIL 1  |        |        | TRE 25 |       | HAN 24 | PHX 1  | RSD 3 |       |        |       |       |       |        |        | 3360  | 2º   |
| 1967    | Bobby Unser                    | Lotus 18/21    | Chevrolet V8       |        |         |         |         |         | PPR 14  |        |        |        |        |        |        |        |        |        |        |        |       |        |        |       |       |        |       |       |       |        |        | 3360  | 2º   |
| 1967    | Dean Van Lines Racing Division | Hawk II        | Chevrolet V8       |        |         |         |         |         |         | MOS 21 | MOS 11 |        |        |        |        |        |        |        |        |        |       |        |        |       |       |        |       |       |       |        |        | 3360  | 2º   |
| 1967    | Dean Van Lines Racing Division | Kuzma 60 D     | Offenhauser        |        |         |         |         |         |         |        |        |        |        |        |        | ISF 2  |        | DUQ 2  | ISF 1  |        | SAC 2 |        |        |       |       |        |       |       |       |        |        | 3360  | 2º   |
| 1968    | Andretti Racing Enterprises    | Hawk II        | Ford 255 ci V8     | HAN 23 | LVS 2   | PHX 15  | TRE 2   |         |         |        |        |        | PPR 4  |        |        |        |        |        |        |        |       |        | MIL 2  |       |       |        |       |       |       |        |        | 4319  | 2º   |
| 1968    | Andretti Racing Enterprises    | Hawk III       | Ford 159 ci V8 t   |        |         |         |         | INDY 33 |         |        |        |        |        |        |        |        |        |        |        |        |       |        |        |       |       |        |       |       |       |        |        | 4319  | 2º   |
| 1968    | Andretti Racing Enterprises    | Hawk III       | Ford 255 ci V8 t   |        |         |         |         |         | MIL 2   | MOS 2  | MOS 2  | LAN 17 |        | CDR 15 |        | IRP 2  | IRP 2  |        |        | MTR 1  | MTR 1 |        |        |       |       |        |       |       |       |        | RSD 18 | 4319  | 2º   |
| 1968    | Andretti Racing Enterprises    | Kuzma 60 D     | Offenhauser        |        |         |         |         |         |         |        |        |        |        |        | NAZ 2  |        |        |        |        |        |       | ISF 18 |        | DUQ 1 | INF 2 |        | SAC 4 |       |       |        |        | 4319  | 2º   |
| 1968    | Leader Card Racers             | Watson 68      | Offy 159 ci t      |        |         |         |         |         |         |        |        |        |        |        |        |        |        | LAN 23 | LAN    |        |       |        |        |       |       |        |       |       |       |        |        | 4319  | 2º   |
| 1968    | Andretti Racing Enterprises    | Hawk II        | Offy 159 ci t      |        |         |         |         |         |         |        |        |        |        |        |        |        |        |        |        |        |       |        |        |       |       | TRE 1  |       | MCH 2 | HAN 3 | PHX 24 |        | 4319  | 2º   |
| 1969    | STP Corporation                | Hawk III       | Ford 159 ci V8 t   | PHX 16 | HAN 1   | INDY 1  | MIL 7   |         |         |        |        | TRE 1  |        |        | MIL 4  |        | DOV 11 |        |        |        |       | TRE 1  |        |       |       | PHX 21 |       |       |       |        |        | 5055  | 1º   |
| 1969    | STP Corporation                | Hawk III       | Ford 255 ci V8     |        |         |         |         | LAN 5   |         | CDR 10 |        |        | IRP 9  | IRP 2  |        |        |        |        |        | BRN 4  | BRN 3 |        |        | SIR 1 | SIR 2 |        | RSD 1 |       |       |        |        | 5055  | 1º   |
| 1969    | STP Corporation                | Kingfish D     | Chevrolet V8       |        |         |         |         |         | PPR 1   |        |        |        |        |        |        |        |        |        |        |        |       |        |        |       |       |        |       |       |       |        |        | 5055  | 1º   |
| 1969    | STP Corporation                | Kuzma 60 D     | Offenhauser        |        |         |         |         |         |         |        | NAZ 1  |        |        |        |        | ISF 1  |        | DUQ 2  | INF 6  |        |       |        | SAC 15 |       |       |        |       |       |       |        |        | 5055  | 1º   |
| 1970    | STP Corporation                | Hawk III       | Ford 159 ci V8 t   | PHX 13 |         | TRE 2   |         |         | LAN 8   |        | MCH 21 |        |        | MIL 24 |        |        |        |        |        |        | PHX 8 |        |        |       |       |        |       |       |       |        |        | 1890  | 5º   |
| 1970    | STP Corporation                | Hawk III       | Ford 255 ci V8     |        | SON 2   |         |         |         |         |        |        |        |        |        |        |        |        |        |        |        |       |        |        |       |       |        |       |       |       |        |        | 1890  | 5º   |
| 1970    | STP Corporation                | McNamara 500   | Ford 159 ci V8 t   |        |         |         | INDY 6  | MIL 5   |         |        |        |        |        |        | ONT 10 |        |        |        | TRE 21 |        |       |        |        |       |       |        |       |       |       |        |        | 1890  | 5º   |
| 1970    | STP Corporation                | McNamara 500   | Ford 255 ci V8     |        |         |         |         |         |         | CDR 1  |        | IRP 18 |        |        |        |        |        |        |        |        |       |        |        |       |       |        |       |       |       |        |        | 1890  | 5º   |
| 1970    | STP Corporation                | Kingfish 70 D  | Ford Weslake Mk.IV |        |         |         |         |         |         |        |        |        | ISF 24 |        |        | DUQ 17 | INF 11 | SED 2  |        | SAC 14 |       |        |        |       |       |        |       |       |       |        |        | 1890  | 5º   |
| 1971    | STP Corporation                | McNamara 501   | Ford 159 ci V8 t   | RAF    | RAF     | PHX 9   | TRE 18  | INDY 30 | MIL 11  | POC 4  | MCH 12 | MIL 19 | ONT 33 | TRE 2  | PHX 4  |        |        |        |        |        |       |        |        |       |       |        |       |       |       |        |        | 1370  | 9º   |
| 1972    | Vel's Parnelli Jones Racing    | Colt 70/72     | Offy 159 ci t      | PHX 2  |         |         |         |         |         |        |        |        |        |        |        |        |        |        |        |        |       |        |        |       |       |        |       |       |       |        |        | 1135  | 11º  |
| 1972    | Vel's Parnelli Jones Racing    | Parnelli VPJ1  | Offy 159 ci t      |        | TRE 22  | INDY 8  | MIL 8   | MCH 12  | POC 7   | MIL 11 | ONT 27 | TRE 28 | PHX 3  |        |        |        |        |        |        |        |       |        |        |       |       |        |       |       |       |        |        | 1135  | 11º  |
| 1973    | Vel's Parnelli Jones Racing    | Parnelli VPJ2  | Offy 159 ci t      | TWS 25 | TRE 4   | TRE 1   | INDY 30 | MIL 8   | POC 7   | MCH 5  | MIL 19 | ONT    | ONT 12 | ONT 2  | MCH 5  | MCH 2  | TRE 7  | TWS 17 | PHX 7  |        |       |        |        |       |       |        |       |       |       |        |        | 2400  | 5º   |
| 1974    | Vel's Parnelli Jones Racing    | Parnelli VPJ2  | Offy 159 ci t      | ONT    | ONT 9   | ONT 25  |         |         |         |        |        |        |        |        |        |        |        |        |        |        |       |        |        |       |       |        |       |       |       |        |        | 655   | 15º  |
| 1974    | Vel's Parnelli Jones Racing    | Eagle 74       | Offy 159 ci t      |        |         |         | PHX 5   |         | INDY 31 |        | POC 17 | MCH 18 | MIL 8  | MCH 10 | TRE    | TRE    | PHX 3  |        |        |        |       |        |        |       |       |        |       |       |       |        |        | 655   | 15º  |
| 1974    | Vel's Parnelli Jones Racing    | Parnelli VPJ3  | Offy 159 ci t      |        |         |         |         | TRE 9   |         | MIL 17 |        |        |        |        |        |        |        |        |        |        |       |        |        |       |       |        |       |       |       |        |        | 655   | 15º  |
| 1975    | Vel's Parnelli Jones Racing    | Eagle 74       | Offy 159 ci t      | ONT    | ONT     | ONT 28  | PHX     | TRE     | INDY 28 | MIL    | POC 25 | MCH    | MIL    | MCH    | TRE    |        |        |        |        |        |       |        |        |       |       |        |       |       |       |        |        | 210   | 23º  |
| 1975    | Sugaripe Prune Racing Team     | Eagle 74       | Offy 159 ci t      |        |         |         |         |         |         |        |        |        |        |        |        | PHX 3  |        |        |        |        |       |        |        |       |       |        |       |       |       |        |        | 210   | 23º  |
| 1976    | Penske Racing                  | McLaren M16C   | Offy 159 ci t      | PHX    | TRE     | INDY 8  | MIL     | TRE 5   | MCH     | TWS    | TRE    | MIL    | ONT    | MCH    | TWS 4  | PHX 3  |        |        |        |        |       |        |        |       |       |        |       |       |       |        |        | 1200  | 9º   |
| 1977    | Penske Racing                  | McLaren M24    | Cosworth DFX V8 t  | ONT    | PHX NP  | TWS     | TRE 16  | INDY 26 | MIL     | POC 2  | MOS    | MCH    | TWS    | MIL    | ONT 4  |        | PHX 4  |        |        |        |       |        |        |       |       |        |       |       |       |        |        | 1580  | 7º   |
| 1977    | Penske Racing                  | Penske PC-5    | Cosworth DFX V8 t  |        |         |         |         |         |         |        |        |        |        |        |        | MCH 20 |        |        |        |        |       |        |        |       |       |        |       |       |       |        |        | 1580  | 7º   |
| 1978    | Penske Racing                  | Penske PC-6    | Cosworth DFX V8 t  | PHX    | ONT 15  | TWS 5   | TRE 13  | INDY 12 | MOS     | MIL    | POC 23 | MCH    | ATL    | TWS    | MIL    | ONT    | MCH 20 | TRE 1  | SIL    | BRH    | PHX 7 |        |        |       |       |        |       |       |       |        |        | 681   | 17º  |
| 1980    | Penske Racing                  | Penske PC-9    | Cosworth DFX V8 t  | ONT    | INDY 20 | MIL     | POC 17  | MDO     |         |        |        |        |        |        |        |        |        |        |        |        |       |        |        |       |       |        |       |       |       |        |        | 40    | 37º  |
| 1981-82 | Patrick Racing                 | Wildcat MK8    | Cosworth DFX V8 t  | INDY 2 | POC     | ISF     | DUQ     | INF     |         |        |        |        |        |        |        |        |        |        |        |        |       |        |        |       |       |        |       |       |       |        |        | 805   | 6º   |
| 1981-82 | Patrick Racing                 | Wildcat MK8B   | Cosworth DFX V8 t  |        |         |         |         |         | INDY 31 |        |        |        |        |        |        |        |        |        |        |        |       |        |        |       |       |        |       |       |       |        |        | 805   | 6º   |
| 1982-83 | Newman/Haas Racing             | Lola T700      | Cosworth DFX V8 t  | ISF    | DUQ     | NAZ     | INDY 23 |         |         |        |        |        |        |        |        |        |        |        |        |        |       |        |        |       |       |        |       |       |       |        |        | 15    | 32º  |
| 1983-84 | Newman/Haas Racing             | Lola T800      | Cosworth DFX V8 t  | DUQ    | INDY 17 |         |         |         |         |        |        |        |        |        |        |        |        |        |        |        |       |        |        |       |       |        |       |       |       |        |        | 20    | 20º  |

### CART
| Anno | Squadra            | Telaio       | Motore              | 1      | 2       | 3       | 4       | 5      | 6      | 7      | 8      | 9      | 10     | 11     | 12     | 13     | 14     | 15     | 16     | 17     | Punti | Pos. |
| ---- | ------------------ | ------------ | ------------------- | ------ | ------- | ------- | ------- | ------ | ------ | ------ | ------ | ------ | ------ | ------ | ------ | ------ | ------ | ------ | ------ | ------ | ----- | ---- |
| 1979 | Penske Racing      | Penske PC-7  | Cosworth DFX V8 t   | PHX    | ATL     | ATL     | INDY    | TRE    | TRE    | MCH    | MCH    | WGL    | TRE    | ONT 3  | MCH NP | ATL    | PHX    |        |        |        | 700   | 11º  |
| 1980 | Penske Racing      | Penske PC-8  | Cosworth DFX V8 t   | ONT    | INDY 20 | MIL     | MIL 17  | MDO    | MCH    | WGL    | MIL    | ONT    | MCH 1  | MEX    | PHX 2  |        |        |        |        |        | 580   | 16º  |
| 1981 | Patrick Racing     | Wildcat MK8  | Cosworth DFX V8 t   | PHX 11 | MIL 3   | ATL 3   | ATL 2   | MCH    | RIV    | MIL    | MCH 2  | WGL 16 | MEX    | PHX 4  |        |        |        |        |        |        | 81    | 11º  |
| 1982 | Patrick Racing     | Wildcat MK8B | Cosworth DFX V8 t   | PHX 2  | ATL 11  | MIL 9   | CLE 2   | MCH 2  | MIL 3  | POC 14 | RIV 23 | ROA 14 | MCH 2  | PHX 3  |        |        |        |        |        |        | 188   | 3º   |
| 1983 | Newman/Haas Racing | Lola T700    | Cosworth DFX V8 t   | ATL 5  | INDY 23 | MIL 18  | CLE 14  | MCH 3  | ROA 1  | POC 7  | RIV 16 | MDO 2  | MCH 4  | CPL 1  | LAG 2  | PHX 2  |        |        |        |        | 133   | 3º   |
| 1984 | Newman/Haas Racing | Lola T800    | Cosworth DFX V8 t   | LBH 1  | PHX 20  | INDY 17 | MIL 8   | POR 26 | MEA 1  | CLE 21 | MCH 1  | ROA 1  | POC 19 | MDO 1  | SAN 7  | MCH 1  | PHX 12 | LAG 2  | CPL 2  |        | 176   | 1º   |
| 1985 | Newman/Haas Racing | Lola T900    | Cosworth DFX V8 t   | LBH 1  | INDY 2  | MIL 1   | POR 1   | MEA 26 | CLE 14 | MCH 10 | ROA    | POC 7  | MDO 7  | SAN 15 | MCH 21 | LAG 11 | PHX 3  | MIA 27 |        |        | 114   | 5º   |
| 1986 | Newman/Haas Racing | Lola T86/00  | Cosworth DFX V8 t   | PHX 7  | LBH 5   | INDY 32 | MIL 5   | POR 1  | MEA 24 | CLE 3  | TOR 3  | MCH 21 | POC 1  | MDO 24 | SAN 8  | MCH 10 | ROA 9  | LAG 4  | PHX 4  | MIA 11 | 136   | 5º   |
| 1987 | Newman/Haas Racing | Lola T87/00  | Chevrolet 265A V8 t | LBH 1  | PHX 5   | INDY 9  | MIL 17  | POR 10 | MEA 2  | CLE 10 | TOR 15 | MCH 19 | POC 19 | ROA 1  | MDO 17 | NAZ 19 | LAG 17 | MIA 4  |        |        | 100   | 6º   |
| 1988 | Newman/Haas Racing | Lola T88/00  | Chevrolet 265A V8 t | PHX 1  | LBH 15  |         | MIL 17  | POR 5  | CLE 1  | TOR 20 | MEA 2  | MCH 12 | POC 17 | MDO 2  | ROA 3  | NAZ 3  | LAG 3  | MIA 15 |        |        | 126   | 5º   |
| 1988 | Newman/Haas Racing | Lola T87/00  | Chevrolet 265A V8 t |        |         | INDY 20 |         |        |        |        |        |        |        |        |        |        |        |        |        |        | 126   | 5º   |
| 1989 | Newman/Haas Racing | Lola T89/00  | Chevrolet 265A V8 t | PHX 8  | LBH 18  | INDY 4  | MIL 7   | DET 3  | POR 25 | CLE 2  | MEA 20 | TOR 26 | MCH 3  | POC 5  | MDO 7  | ROA 7  | NAZ 8  | LAG 2  |        |        | 110   | 6º   |
| 1990 | Newman/Haas Racing | Lola T90/00  | Chevrolet 265A V8 t | PHX 4  | LBH 5   | INDY 27 | MIL 21  | DET 25 | POR 2  | CLE 4  | MEA 24 | TOR 6  | MCH 3  | DEN 4  | VAN 3  | MDO 2  | ROA 5  | NAZ 4  | LAG 26 |        | 136   | 7º   |
| 1991 | Newman/Haas Racing | Lola T91/00  | Chevrolet 265A V8 t | SRF 17 | LBH 19  | PHX 9   | INDY 7  | MIL 3  | DET 7  | POR 5  | CLE 6  | MEA 15 | TOR 2  | MCH 4  | DEN 15 | VAN 4  | MDO 7  | ROA 3  | NAZ 5  | LAG 3  | 132   | 7º   |
| 1992 | Newman/Haas Racing | Lola T91/00  | Ford XB V8 t        | SRF 7  |         |         |         |        |        |        |        |        |        |        |        |        |        |        |        |        | 105   | 6º   |
| 1992 | Newman/Haas Racing | Lola T92/00  | Ford XB V8 t        |        | PHX 17  | LBH 23  | INDY 23 | DET    | POR 6  | MIL 6  | NHA 7  | TOR 4  | MCH 15 | CLE 5  | ROA 5  | VAN 6  | MDO 5  | NAZ 5  | LAG 2  |        |       | 6º   |
| 1993 | Newman/Haas Racing | Lola T93/00  | Ford XB V8 t        | SRF 4  | PHX 1   | LBH 18  | INDY 5  | MIL 18 | DET 3  | POR 6  | CLE 5  | TOR 8  | MCH 2  | NHA 20 | ROA 15 | VAN 5  | MDO 7  | NAZ 13 | TOR 9  |        | 117   | 6º   |
| 1994 | Newman/Haas Racing | Lola T94/00  | Ford XB V8 t        | SRF 3  | PHX 21  | LBH 5   | INDY 32 | MIL 14 | DET 18 | POR 9  | CLE 27 | TOR 4  | MCH 18 | MDO 10 | NHA 19 | VAN 11 | ROA 16 | NAZ 25 | LAG 19 |        | 45    | 14º  |

### Can-Am
| Anno | Squadra               | Vettura              | Motore          | 1   | 2   | 3   | 4   | 5   | 6   | 7   | 8   | 9   | 10  | 11  | Punti | Pos. |
| ---- | --------------------- | -------------------- | --------------- | --- | --- | --- | --- | --- | --- | --- | --- | --- | --- | --- | ----- | ---- |
| 1966 | John W. Mecom Jr.     | Lola T70 Mk.2        | Ford            | MON | BRI | MOS | LAG | RIV | STA |     |     |     |     |     | 0     | NC   |
| 1966 | John W. Mecom Jr.     | Lola T70 Mk.2        | Ford            |     |     |     |     | Rit | Rit |     |     |     |     |     | 0     | NC   |
| 1967 | Holman & Moody        | Honker II            | Ford            | ROA | BRI | MOS | LAG | RIV | STA |     |     |     |     |     | 0     | NC   |
| 1967 | Holman & Moody        | Honker II            | Ford            |     | 8   | NP  |     | Rit | NP  |     |     |     |     |     | 0     | NC   |
| 1968 | Bignotti Enterprises  | Lola T70 Mk.3B       | Ford            | ROA | BRI | EDM | LAG | RIV | STA |     |     |     |     |     | 0     | NC   |
| 1968 | Bignotti Enterprises  | Lola T70 Mk.3B       | Ford            | Rit | Rit |     |     | NP  | 12  |     |     |     |     |     | 0     | NC   |
| 1969 | Holman & Moody        | McLaren M6B          | Ford            | MOS | MON | WGL | EDM | MDO | ROA | BRI | MIC | LAG | RIV | TXS | 22    | 11º  |
| 1969 | Holman & Moody        | McLaren M6B          | Ford            |     |     |     |     |     | NP  |     |     | 4   | 3   |     | 22    | 11º  |
| 1970 | SpA Ferrari SEFAC     | Ferrari 512 S Spyder | Ferrari         | MOS | MON | WGL | EDM | MDO | ROA | ATL | BRA | LAG | RIV |     | 8     | 23º  |
| 1970 | SpA Ferrari SEFAC     | Ferrari 512 S Spyder | Ferrari         | 5   |     |     |     |     |     |     |     |     |     |     | 8     | 23º  |
| 1971 | SpA Ferrari SEFAC     | Ferrari 712 Can Am   | Ferrari         | MOS | MON | ROA | WGL | MDO | ATL | BRA | EDM | LAG | RIV |     | 10    | 19º  |
| 1971 | SpA Ferrari SEFAC     | Ferrari 712 Can Am   | Ferrari         | 4   |     |     |     |     |     |     |     |     |     |     | 10    | 19º  |
| 1973 | Commander Motor Homes | McLaren M20          | Chevrolet Turbo | MOS | ROA | WGL | MDO | ROA | EDM | LAG | RIV |     |     |     | 0     | NC   |
| 1973 | Commander Motor Homes | McLaren M20          | Chevrolet Turbo |     | NP  |     |     |     |     | NP  | NP  |     |     |     | 0     | NC   |

### BMW M1 Procar
(legenda) (Le gare in grassetto indicano la pole) (Le gare in corsivo indicano il giro veloce)
| Anno | Squadra        | 1   | 2   | 3   | 4   | 5   | 6   | 7   | 8   | 9   | Punti | Pos. |
| ---- | -------------- | --- | --- | --- | --- | --- | --- | --- | --- | --- | ----- | ---- |
| 1979 | BMW Motorsport | ZOL | MON | DIG | SIL | HOC | ÖST | ZAN | MNZ |     | 0     | NC   |
| 1979 | BMW Motorsport | Rit |     |     |     |     |     |     |     |     | 0     | NC   |
| 1980 | BMW Motorsport | DON | AVU | MON | NOR | BRH | HOC | ÖST | ZAN | MNZ | 0     | NC   |
| 1980 | BMW Motorsport |     |     |     |     |     | Rit |     |     |     | 0     | NC   |

## Altre vittorie
- 1964: Campionato US Midget
- 1965: Campionato USAC
- 1966: Campionato USAC
- 1967: 12 Ore di Sebring (con Bruce McLaren su Ford GT40 Mk IV), Daytona 500 (Ford)[22]
- 1969: 500 Miglia di Indianapolis, Campionato USAC[23]
- 1970: 12 Ore di Sebring (con Nino Vaccarella e Ignazio Giunti su Ferrari 512S)
- 1972: 6 Ore di Daytona, 12 Ore di Sebring, 1000 km di Brands Hatch, & 6 Ore di Waktins Glen (con Jacky Ickx su Ferrari 312 PB)
- 1974: 1000 km di Monza (con Arturo Merzario su Alfa Romeo 33 TT)
- 1979: International Race of Champions (Chevrolet Camaro)
- 1984: Campionato CART

## Onorificenze
Nel 2015 gli è stato conferito presso la Camera dei Deputati il Premio America della Fondazione Italia USA.
Nel 2016 ha ottenuto la cittadinanza onoraria della Città di Lucca, città nella quale ha iniziato a coltivare la sua passione per le automobili.

## Riconoscimenti
- Indianapolis 500 - Rookie of the Year nel 1965
- Martini & Rossi Driver of The Year nel 1967
- ABS Wide World of Sports - Athlete of the year nel 1969
- Jerry Titus Memorial Award nel 1977, 1978, 1984
- Auto Racing Digest - Driver of the year nel 1977, 1978, 1984
- Olsonite - Driver of the year nel 1978
- Eastern Motorsports Press Association - Driver of the year nel 1978
- Philadelphia Sport Writers Association - Athlete of the year nel 1978
- Alfred Neubauer Trophy nel 1978
- Elier - Driver of the year nel 1984
- Victor Award nel 1984
- Motorweek Illustrated - Racer of the year nel 1984
- Patrick Jacquemart Trophy nel 1985
- Molson Indy Achievement Award nel 1989

- Inserito nella Motor Sport Hall of Fame nel 1990
- King of the Road nel 1990
- Award for Courage in Sports nel 1991
- Laurea Honoris Causa in Scienze del New England Institute of Technology nel 1995
- Miller Nice Guy Award nel 1995
- Laurea Honoris Causa in Lettere dell'Allentown College in Pennsylvania nel 1997
- National Father of the year Award nel 1997
- Medaglia d'oro della Pennsylvania Association of Broadcasters nel 1998
- Lifetime Achievement in Sports Award nel 1999, 2006 e 2010
- Inserito nella International Motor Sport Hall of Fame nel 2000
- Inserito nella Automotive Hall of Fame nel 2005
- FIA Gold Medal for Motor Sport nel 2007
- Vince Lombardi Award for Excellence nel 2007
- Inserito nella FIA Hall of Fame di Parigi nel 2017.